# Zięby (podrodzina)
Zięby (Fringillinae) – monotypowa podrodzina ptaków z rodziny łuszczakowatych (Fringillidae).

## Występowanie
Podrodzina obejmuje gatunki występujące w Eurazji i Afryce.

## Morfologia
Długość ciała 13,5–18 cm, masa ciała 17–30 g.

## Systematyka

### Etymologia
Fringilla: łac. fringilla (także frigilia, fringuilla, fringillus, fringuillus, frenguillus, fringuellus, fringuillo) – zięba, później powiązane z ziębą zwyczajną.

### Podział systematyczny
Do rodzaju należą następujące gatunki:
- Fringilla coelebs Linnaeus, 1758 – zięba zwyczajna
- Fringilla teydea Webb, Berthelot & Moquin-Tandon, 1836– zięba modra
- Fringilla montifringilla Linnaeus, 1758 – jer